# Бриньоль (округ)
Бриньо́ль (фр. Brignoles) — округ (фр. Arrondissement) во Франции, один из трёх округов в регионе Прованс — Альпы — Лазурный Берег. Департамент округа — Вар. Супрефектура — Бриньоль.
Население округа на 2006 год составляло 130 259 человек. Плотность населения составляет 58 чел./км². Площадь округа составляет всего 2260 км².
Кантоны:
- Баржоль
- Бес-сюр-Исоль
- Бриньоль
- Котиньяк
- Ла-Рокбрюсан
- Опс
- Рьян
- Сен-Максимен-ла-Сент-Бом
- Таверн